# Championnats d'Afrique de judo 2016
Navigation
Édition précédente Édition suivante
Les championnats d'Afrique de judo 2016 sont disputés du 8 au 10 avril 2016 à Tunis en Tunisie. Il s’agit de la 37e édition de cette compétition.
Les vainqueurs se qualifient pour les Jeux olympiques d'été de 2016.

## Tableau des médailles
Le tableau des médailles officiel ne prend pas en compte les deux compétitions par équipes.
| Rang  | Nation         | Or | Argent | Bronze | Total |
| ----- | -------------- | -- | ------ | ------ | ----- |
| 1     | Tunisie        | 5  | 4      | 7      | 16    |
| 2     | Égypte         | 4  | 2      | 1      | 7     |
| 3     | Algérie        | 2  | 5      | 11     | 18    |
| 4     | Cameroun       | 2  | 2      | 3      | 7     |
| 5     | Maroc          | 2  | 2      | 1      | 5     |
| 6     | Guinée-Bissau  | 1  | 0      | 0      | 1     |
| 7     | Afrique du Sud | 0  | 1      | 0      | 1     |
| 8     | Côte d'Ivoire  | 0  | 0      | 2      | 2     |
| 8     | Sénégal        | 0  | 0      | 2      | 2     |
| 10    | Angola         | 0  | 0      | 1      | 1     |
| 10    | Gabon          | 0  | 0      | 1      | 1     |
| 10    | Ghana          | 0  | 0      | 1      | 1     |
| 10    | Libye          | 0  | 0      | 1      | 1     |
| 10    | Madagascar     | 0  | 0      | 1      | 1     |
| Total | Total          | 16 | 16     | 32     | 64    |

## Podiums

### Femmes
| Épreuves                          | Or                                        | Argent                    | Bronze                                                        |
| --------------------------------- | ----------------------------------------- | ------------------------- | ------------------------------------------------------------- |
| Moins de 48 kg poids super-légers | Taciana Lima Guinée-Bissau                | Olfa Saoudi Tunisie       | Sabrina Saidi Algérie Asaramanitra Ratiarison Madagascar      |
| Moins de 52 kg poids mi-légers    | Hela Ayari Tunisie                        | Meriem Moussa Algérie     | Faïza Aissahine Algérie Salimata Fofana Côte d'Ivoire         |
| Moins de 57 kg poids légers       | Ratiba Tariket Algérie                    | Paule Sitcheping Cameroun | Zouleiha Abzetta Dabonné Côte d'Ivoire Nesria Jelassi Tunisie |
| Moins de 63 kg poids mi-moyens    | Meriem Bjaoui Tunisie                     | Rizlen Zouak Maroc        | Imène Agouar Algérie Szandra Szögedi Ghana                    |
| Moins de 70 kg poids moyens       | Asma Niang Maroc                          | Houda Miled Tunisie       | Amina Belkadi Algérie Antónia Moreira Angola                  |
| Moins de 78 kg poids mi-lourds    | Hortence Vanessa Mballa Atangana Cameroun | Sarra Mzougui Tunisie     | Sarah Myriam Mazouz Gabon Kaouthar Ouallal Algérie            |
| Plus de 78 kg poids lourds        | Nihel Cheikhrouhou Tunisie                | Sonia Asselah Algérie     | Monica Sagna Sénégal Nadine Wetie Diodjo Cameroun             |
| Open kg Toutes catégories         | Hortence Vanessa Mballa Atangana Cameroun | Sonia Asselah Algérie     | Nihel Cheikhrouhou Tunisie Monica Sagna Sénégal               |

### Hommes
| Épreuves                          | Or                            | Argent                       | Bronze                                                      |
| --------------------------------- | ----------------------------- | ---------------------------- | ----------------------------------------------------------- |
| Moins de 60 kg poids super-légers | Ahmed Abdelrahman Égypte      | Fraj Dhouibi Tunisie         | Mohamed Elhadi Elkwaisah Égypte Salim Rabahi Algérie        |
| Moins de 66 kg poids mi-légers    | Imad Bassou Maroc             | Mohamed Abdelmawgoud Égypte  | Bassem Mtiri Tunisie Houd Zourdani Algérie                  |
| Moins de 73 kg poids légers       | Mohamed Mohyeldin Égypte      | Ahmed El Meziati Maroc       | Fethi Nourine Algérie Hamza Barhoumi Tunisie                |
| Moins de 81 kg poids mi-moyens    | Mohamed Abdelaal Égypte       | Ali Hazem Égypte             | Abdelaziz Ben Ammar Tunisie Hamza Drid Algérie              |
| Moins de 90 kg poids moyens       | Abderrahmane Benamadi Algérie | Zack Piontek Afrique du Sud  | Imad Abdellaoui Maroc Oussama Mahmoud Snoussi Tunisie       |
| Moins de 100 kg poids mi-lourds   | Ramadan Darwish Égypte        | Lyès Bouyacoub Algérie       | Anis Ben Khaled Tunisie Seidou Nji Mouluh Cameroun          |
| Plus de 100 kg poids lourds       | Faïcel Jaballah Tunisie       | Mohammed Amine Tayeb Algérie | Mohamed El Mehdi Lili Algérie Ahmed Wahib Égypte            |
| Open kg Toutes catégories         | Faïcel Jaballah Tunisie       | Dieudonné Dolassem Cameroun  | Mohamed Sofiane Belrekaa Algérie Seidou Nji Mouluh Cameroun |

### Par équipes
| Épreuves | Or      | Argent  | Bronze          |
| -------- | ------- | ------- | --------------- |
| Hommes   | Tunisie | Égypte  | Algérie Sénégal |
| Femmes   | Tunisie | Algérie | Maroc Cameroun  |